# 方治
方治（1895年11月23日—1989年3月28日），字希孔、号治传，安徽桐城人。

## 生平
早年在日本东京高等师范学校和帝国大学留学，期间担任国民党东京总支部常务委员。
1927年回国，1929年起历任国民党中央宣传委员会秘书、宣传部主任秘书、宣传委员会主任秘书。1935年，当选中央执行委员。同年起，又历任中央党部宣传部副部长、代理部长。
抗日战争期间，并任军事委员会武汉办事处主任。1938年，担任安徽省政府委员兼教育厅厅长，并兼国民党安徽省党部主任委员。其后到重庆，又先后担任国民党总裁室秘书、国民政府教育部训育委员会主任委员、国民党教育部党部主任委员、中央出版业管理委员会副主任委员、国民党重庆市党部主任委员等职。1946年，任国民党上海市党部主任委员。其后，分别当选制宪国民大会代表、行宪第一届国民大会代表。
1949年起，又担任过京沪警备总司令部政务委员会委员兼秘书长、福建省政府秘书长、代理主席、国民党中央改造委员会设计委员、中華民國红十字會理事、大陆灾胞救济总会总干事兼秘书长（后任副理事长）、中琉文化经济协会理事长（后任常务理事）、中华民国大众营养研究促进会理事长等职，并被聘为总统府国策顾问。他还曾当选国民党第八至十三中央评议委员。